# Nemo H2 (schip, 2009)
De Nemo H2 is een door het samenwerkingsverband Fuel Cell Boat ontwikkelde rondvaartboot voor 88 personen in Amsterdam waarbij de stroom voor de elektromotor wordt opgewekt door een brandstofcel op waterstof. Het is de eerste rondvaartboot voor 88 personen in Nederland met een brandstofcel. De kiel werd begin 2008 bij scheepswerf Bodewes in Hasselt gelegd. De eerste boot heeft na eerste vaart in december 2009 nooit op de Amsterdamse grachten mogen varen. Ondanks verwoede pogingen van de rederij en derden, heeft de gemeenteraad nooit ingestemd met een vergunning en/of ontheffing zodat de Nemo H2 nog enkele jaren aan de ketting lag tegenover het Centraal Station als voorbeeld van onwillige gemeenteraad ten opzichte van waterstof als schone brandstof. Na deze jaren is de boot herontwikkeld naar een batterij-elektrisch vaartuig waarmee na enkele jaren van forse verliezen, de exploitatie in reguliere dienstverlening is ingezet.

## Specificatie
Een boot voor 87 passagiers, 21,95 m lang en 4,25 m breed met een diepgang van 1 meter en een gangboord hoogte van 65 cm boven de waterspiegel, een 11 kW elektrische boegschroef en een 55 cm/75 kW elektrische hekschroef, 6 waterstoftanks met een druk van 35 MPa voor 24 kg waterstof, met een 60-70 kW PEM brandstofcel en een geïntegreerde 30-50 kW batterij. Het schip heeft een actieradius van −/+ 9 uur bij een vaarsnelheid van 9 knopen. Het geplande waterstofstation wordt van stroom voorzien door NoordzeeWind voor de elektrolyse van water en heeft een productiecapaciteit van 60 m³ waterstof per uur wat voldoende zou zijn voor twee rondvaartboten. Echter heeft de gemeenteraad nooit ingestemd met vergunning en/of ontheffing zodat ook deze waterstof-oplossing nooit is gerealiseerd. Bij elkaar heeft de rederij meer dan 2 miljoen euro geïnvesteerd zonder dat Amsterdamse gemeenteraad ooit enigszins deze schone brandstof tegemoet is gekomen. 